# Claudia Caviezel
Claudia Caviezel (* 1977 in Zug) ist eine Schweizer Textildesignerin und -künstlerin.

## Leben und Wirken
Claudia Caviezel besuchte von 1984 bis 1997 die Schule in Zug und besitzt neben der Schweizer Matura auch einen High-School-Abschluss (1995) aus Oceanside (USA). Von 1997 bis 2002 studierte sie Textildesign an der Hochschule Luzern, und 2009 erhielt sie einen Master of Arts in Design der European Design Labs in Madrid.
Sie arbeitet an interdisziplinären Projekten, die von öffentlichen Räumen wie Kino, Einzelhandel und Gastgewerbe über Luxustextilien für Haute Couture und Haushalt bis hin zu Produkten des Wohnbereichs wie Teppichen, Töpferwaren und Möbeln reichen. Besonders augenfällig sind ihre grossflächigen Wandbilder, die sie unter anderem für das House of Switzerland im Rahmen der der Expo 2017 in Astana (Kasachstan) entwickelt hat. Seit 2010 ist sie auch für das Schweizer Luxusmodehaus Akris tätig. 2018 wurde Claudia Caviezel Mitglied der Swiss Federal Design Commission (FDC).
Sie lebt in St. Gallen. Ihr Bruder Aldo Caviezel ist Leiter des Amtes für Kultur in Zug.

## Auszeichnungen
- 2002: Lucky Strike Junior Design Award[5]
- 2003: Eidgenössischer Preis für Design[6]
- 2003: Lucky Strike Junior Design Award[5]
- 2004: Talente 2004, Internationale Handwerksmesse, München[7]
- 2007: Eidgenössischer Preis für Design[6]
- 2010: Eidgenössischer Preis für Design[6]
- 2010: Faces of Design Talent Award (Faces of Design GmbH, Berlin)
- 2016: Schweizer Grand Prix Design[8]

## Stipendien, Förderpreise
- 2002: Weiterbildungsbeitrag, Förderpreis Kanton Zug
- 2003: Artist in Residence[9] des Kantons Zug, New York
- 2008: IKEA-Stipendium
- 2008: Weiterbildungsbeitrag, Förderpreis Kanton Zug
- 2020: Zuger Werkjahr[10]

## Ausstellungsbeteiligungen
- 2011: Panorama-Wandbild „Diversity“, Internationale Design Triennale in Peking, China[11]
- 2014: Textiles Wandbild „Naturaleza“, WestBund Art and Design Fair, Shanghai, China[6]
- 2015: Wandbilder in bedruckter Textilie, Wanderausstellung in Japan
- 2016: Wandbehänge, in: Der Textile Raum, Museum Bellerive, Zürich[12]
- 2016: Textile Kunst „Patina“, Indian Art Fair, Neu-Delhi
- 2016: Textile Kunst, Chamber Gallery, New York
- 2017: Fassadengestaltung und Licht-Projektionen im Innenraum, Swiss Pavillon Expo 2017 in Astana, Kazakhstan[1]